# Thomas Richter (Fußballspieler, 1962)
Thomas Richter (* 27. Februar 1962 in Castrop-Rauxel) ist ein ehemaliger deutscher Fußballspieler. Der Torhüter arbeitet nach seinem Karriereende als Manager und Trainer.

## Sportlicher Werdegang
Richter stammt aus Castrop-Rauxel, seine Jugendzeit verbrachte er beim VfR Rauxel. Später wechselte er zu Westfalia Herne, ehe er sich 1980 der in der Nordstaffel der 2. Bundesliga antretenden Mannschaft von Holstein Kiel anschloss. Dort verdrängte er im Kampf mit dem gleichaltrigen Andreas Köpke im Saisonverlauf den vorjährigen Stammtorhüter Manfred Ludwig zwischen den Pfosten und bestritt 24 der 42 Ligapartien. Am Saisonende verpasste die Mannschaft nach Zusammenlegung der beiden Zweitligastaffeln den Klassenerhalt und stieg in die Oberliga Nord ab. Daraufhin verließ er den Verein und schloss sich Rot-Weiß Oberhausen in der Oberliga an. Im ersten Jahr noch in 24 Ligapartien auf dem Feld, war er in seinem zweiten Jahr mit einem Saisoneinsatz allenfalls Ergänzungsspieler. Nach dem Wiederaufstieg des Klubs 1983 in die 2. Bundesliga trennten sich daher die Wege und Richter heuerte erneut bei Westfalia Herne an, wo er weiterhin in der Oberliga spielte.
1985 wechselte Richter zum Zweitligaabsteiger SSV Ulm 1846 in die Oberliga Baden-Württemberg. An der Seite von Marcus Sorg, Dieter Kohnle, Uwe Spies und Ex-Nationalspieler Bernd Martin schaffte er mit der von Werner Nickel trainierten Mannschaft den direkten Wiederaufstieg in die zweite Liga. In den folgenden beiden Spielzeiten bestritt er 71 Zweitligaspiele für die „Spatzen“, ehe sie erneut abstiegen. Daraufhin zog er innerhalb der Liga zu Viktoria Aschaffenburg weiter, hinter Claus Reitmaier blieb ihm jedoch über weite Strecken der Spielzeit 1988/89 nur der Platz auf der Ersatzbank. 1990 kehrte er ins württembergische zurück und spielte in der Oberliga für den VfL Kirchheim/Teck. Nach dem Abstieg in die Verbandsliga Württemberg zog er zum Wuppertaler SV weiter, wo er vornehmlich als erfahrener Ersatzmann diente. Als Back-up für Jörg Albracht bestritt er bis zum Abstieg des Klubs 1994 sechs Zweitligaspiele. Aufgrund des anschließenden Sparkurses verließ Albracht den Verein, Richter rückte auf und absolvierte in der Regionalligasaison 1994/95 noch einmal 30 Spiele. 1996 wechselte er schließlich zum VfB Lübeck, kehrte aber ein Jahr später nach Wuppertal zurück und ließ seine Karriere ausklingen.
Nach seinem Karriereende arbeitete Richter zunächst als Assistenztrainer und nach dem Aufstieg in die Regionalliga Nord 2003 als Manager beim Wuppertaler SV. 2007 wechselte er zu Kickers Emden, wo er Manager und Co-Trainer von Stefan Emmerling war. Im April 2009 übernahm er interimsweise nach dessen frühzeitiger Demission bis zum Saisonende das Cheftraineramt. Im Sommer 2010 kehrte Richter als Assistenztrainer von Michael Dämgen erneut zum Wuppertaler SV zurück, beendete jedoch nach einer Spielzeit das Engagement, als Dämgen zur TuS Koblenz abwanderte. Im Februar 2014 übernahm er zunächst bis Saisonende das Cheftraineramt beim Wuppertaler SV, als er Peter Radojewski ersetzte, danach auch regulär in der Oberligasaison 2014/15.
Von Juli 2016 bis Juni 2017 war Richter Sportdirektor beim VfB 03 Hilden. Im Juli 2018 übernahm er das Traineramt beim FSV Vohwinkel, welches er bis April 2019 innehatte. Im Januar 2020 kehrte er zum Wuppertaler SV zurück. Er übernahm die Funktion des Sportdirektors, seit April 2020 ist er beim WSV zusätzlich als Vorstandsmitglied tätig.